# ピローファイト

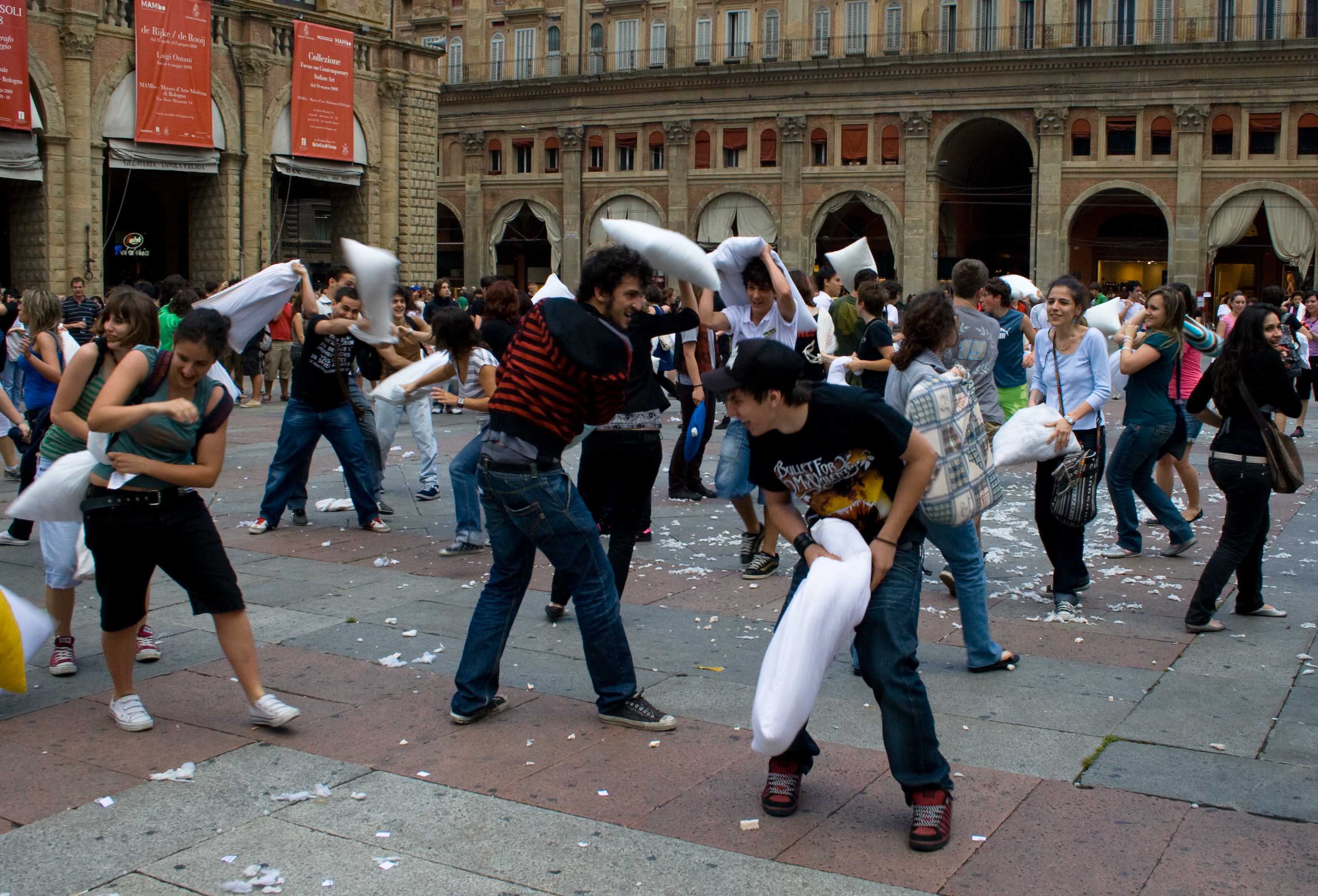
イタリア ボローニャ マッジョーレ広場での枕たたき

ピローファイト (pillow fight) は、枕を手に相手と叩き合う遊び。日本語では枕叩き（枕たたき）などと呼ばれる。多くは子供同士で宿泊する機会に行われるが、その原始的な面白さから大人も行う場合がある。
本質的には枕を剣に見立てたチャンバラに近い。枕を手に相手を殴り合い、相手を倒すことがこの遊びの楽しさになる。枕は柔らかいため、喧嘩と異なり本気で殴り合っても怪我には繋がりにくい。また遊ぶ場所には足場が不安定なベッドの上も選ばれやすく、さらに子供同士の場合は枕を手に相手に体重を掛けると容易に相手のバランスを崩して押し倒せるところにも面白さがある。古くは枕が脆かったため部屋中に羽毛が舞う事態になったが、近年のものは強固に作られている上に詰め物にスポンジなど羽毛以外を使ったものが多いため、これは漫画的な誇張表現と言える。
2007年より4月第1週頃の土曜日がNational Pillow Fight Dayと制定され、記念する大会が開催されている。日本の報道などでは「枕投げの日」「国際枕投げ大会」と訳されている。

## 逸話
1964年1月16日、写真家ハリー・ベンソンが撮影した枕叩きをやり合うビートルズの写真はよく知られている。これはパリのジョージ V ホテルにて撮影されたもので、この撮影時に『抱きしめたい』がアメリカのポップ・チャートでトップになったことを知らされたと語っている。ただし、トップになったのは翌月1日という資料もあり、定かではない。
2005年4月17日、ニューヨーク州立大学アルバニー校がギネス世界記録に挑戦した。内容は3,648人が参加する史上最大の枕叩きで、これは公式な記録となっている。溯ること11日前、オランダのフローニンゲンでも同様に2,997人が参加する世界記録を出している。

## 派生
WWEのディーヴァは「ランジェリー・ピロー・ファイト」と呼ばれる試合を行う。これは下着姿の女性が枕を手に殴り合うというもの。リング上にベッドを置いて行うような催しであっておおよそレスリングと呼べるものではなく、当然のように羽毛が舞う。
現在はフラッシュ・モブとしても取り上げられ、世界各地の都市でピロー・ファイト・フラッシュ・モブ(Pillow fight flash mob)が発生している。この場合もお祭り的要素が大きいため、やはり羽毛が舞う。

### 写真
- 高口康太 (2007年4月2日). “枕叩きでストレス発散―浙江省杭州市” (HTML/JPEG). レコードチャイナ.   Record China. 2008年9月25日閲覧。
- KT (2007年4月22日). “ストレス解消に一番！枕叩きが流行の兆し―広東省広州市” (HTML/JPEG). レコードチャイナ.   Record China. 2008年9月25日閲覧。

### 動画
- “ストレス発散！？「枕たたき大会」” (HTML/WMV). 日テレNEWS24.   日本テレビ放送網 (2007年2月25日). 2008年9月25日閲覧。
- “Union Square Pillow Fight - New York Post” (HTML/FLV) (英語).   New York Post (2008年3月31日). 2008年9月25日閲覧。